# أولاد حباس العليا (الخلوة)
أولاد حباس العليا هي إحدى مشيخات المملكة المغربية، تتبع جغرافيا لعمالة طنجة أصيلة وإداريًا لالخلوة. يقدر عدد سكانها بـ 1986 نسمة حسب الإحصاء الرسمي للسكان والسكنى لسنة 2004.